# Moisés Sánchez Parra
Moisés Sánchez Parra (Palma de Mallorca, 21 de noviembre de 1980) es un deportista español que compitió en lucha grecorromana. Su hermano Francisco Javier también compitió en lucha.
Ganó una medalla de bronce en el Campeonato Europeo de Lucha de 2005, en la categoría de 66 kg. Participó en los Juegos Olímpicos de Atenas 2004, ocupando el decimosexto lugar en la categoría de 66 kg.

## Palmarés internacional
| Campeonato Europeo | Campeonato Europeo | Campeonato Europeo | Campeonato Europeo |
| Año                | Lugar              | Medalla            | Categoría          |
| ------------------ | ------------------ | ------------------ | ------------------ |
| 2005               | Varna (Bulgaria)   | Medalla de bronce  | 66 kg              |